# نسا (قزوین)
نسا (قزوین)، روستایی از توابع بخش رودبارالموت شهرستان قزوین در استان قزوین ایران است. تاتی زبان ساکنین روستای نسا است.

## جمعیت
این روستا در دهستان الموت پایین قرار دارد و براساس سرشماری مرکز آمار ایران در سال ۱۳۸۵، جمعیت آن ۱۵ نفر (۷خانوار) بوده‌است.